# Matrace (Glee)
Matrace (v anglickém originále Mattress, nebo také Once Upon a Mattress) je dvanáctá epizoda amerického televizního seriálu Glee. Epizoda se poprvé vysílala 2. prosince 2009 na televizním kanálu Fox. Scénář k epizodě napsal Ryan Murphy a režírovala ji Elodie Keene. V této epizodě je fotografie sboru vynechána ze školní ročenky. Rachel Berry (Lea Michele), členka sboru obsadí celý sbor do reklamy na místní obchod s matracemi, aby zvýšili svou popularitu, ale její akce nakonec vede k tomu, že se sbor nemůže zúčastnit okresního kola. Will Schuester (Matthew Morrison), vedoucí sboru, zjistí, že jeho žena Terri (Jessalyn Gilsig) mu o jejím těhotenství lhala. Gilsig doufala, že tato epizoda by mohla být epizodou, ve které by se „anti-fanoušci Terri přidali do týmu Terri“.
V epizodě zazní coververze čtyř písní, studiové nahrávky tří z nich byly vydány jako singly, jsou dostupné ke stažení a také se objevily na albu Glee: The Music, Volume 2. Epizodu v den vysílání sledovalo 8,17 amerických diváků, tato epizoda se v době vysílání stala zatím nejsledovanější epizodou seriálu. Získala smíšené reakce od kritiků. Uzavření dějové linky s falešným těhotenstvím bylo kritiky chváleno, stejně jako výkon Gilsig a Morrisona v této epizodě, ačkoliv Liz Pardue ze Zap2it vyjádřila zděšení, že v epizodě zaznělo jen tak málo písní, zatímco Raymund Flandez z Wall Street Journal označil píseň "Jump" jako „jedinou píseň, kterou si lze z této epizody pamatovat“.

## Obsah dílu
Trenérka roztleskávaček Sue Sylvester (Jane Lynch) přesvědčí ředitele Figginse (Iqbal Theba), aby do aktuální školní ročenky nezahrnul fotku sboru tak jako v předchozích letech, protože tváře studentů na fotkách ze sboru byly ve školní knihovně ničeny jejich spolužáky. Vedoucí sboru Will Schuester zakoupí malé místo v ročence určené pro reklamy, kde mohou být vyfoceni alespoň dva členové sboru. Všichni se bojí, že budou ještě větší outsideři a tak sbor nominuje Rachel, aby je na fotce reprezentuje. Rachel se snaží přesvědčit Finna (Cory Monteith), aby se na otce objevil spolu s ní, ale poté, co si ho kvůli tomu dobírají jeho vrstevníci, Finn odmítne. Když vyjde najevo, že školní fotograf (John Ross Bowie) bude brzy natáčet reklamu pro svého švagra, který vlastní obchod s matracemi, přesvědčí ho Rachel, aby do reklamy obsadil celý sbor a věří, že status místní celebrity, který po natočení reklamy jistě dostanou jim pomůže, aby je ostatní studenti nezesměšňovali.
Will se zděšením zjistí, že jeho blízká přítelkyně Emma Pillsbury (Jayma Mays), školní výchovná poradkyně potvrdila svou svatbu se svým snoubencem fotbalovým trenérem Kenem Tanakou (Patrick Gallagher) na stejný den, kdy se sbor bude účastnit okresního kola. Will ještě také zjistí, že mu jeho žena po měsíce lhala o jejím údajném těhotenství. Ve skutečnosti prožívala pouze hysterické těhotenství a pravdu před ním skrývala tak, že nosila těhotenské volné oblečení a plánovala tajně adoptovat dítě, které čeká Quinn Fabray (Dianna Agron). Will od ní odejde a stráví noc ve škole a spí na jedné z matrací, které získal sbor jako cenu za účast v reklamě.
Sue informuje Willa, že pokud sbor přijme plat za účast v reklamě, tak je to proti pravidlům okresního kola a nemohou se ho zúčastnit. Quinn se snaží přesvědčit Sue, aby ji dovolila se objevit na fotografiích roztleskávaček, ze kterých byla vyloučena kvůli svému těhotenství a připomíná Sue, že svým roztleskávačkám dopřává mnohé výhody, které v soutěžích také nejsou dovoleny. Požaduje, aby Sue věnovala jednu z šesti stránek v ročence věnovaných roztleskávačkám sboru. Sue souhlasí a nabízí Quinn, aby se vrátila zpátky do týmu, ale Quinn jí řekne, že už si dál nepřeje být roztleskávačkou. Will oznámí, že nebude schopen doprovodit sbor na okresní kolo, protože byl jediným, který přijal cenu za účast sboru v reklamě, což je proti pravidlům, takže sbor bude muset soutěžit bez jeho účasti. Epizoda končí, když se celý sbor fotí na ročenku a fotku posléze v knihovně poškozují jejich spolužáci.

## Seznam písní
- "Smile"
- "When You're Smiling"
- "Jump"
- "Smile"

## Hrají
- Dianna Agron – Quinn Fabray
- Chris Colfer – Kurt Hummel
- Jane Lynch – Sue Sylvester
- Jayma Mays – Emma Pillsburry
- Kevin McHale – Artie Abrams
- Lea Michele – Rachel Berry
- Cory Monteith – Finn Hudson
- Matthew Morrison – William Schuester
- Amber Riley – Mercedes Jones
- Mark Salling – Noah "Puck" Puckerman
- Jenna Ushkowitz – Tina Cohen-Chang

## Natáčení
Scénář k epizodě napsal tvůrce seriálu Ryan Murphy a režírovala ji Elodie Keene. Vedlejší role, které se v epizodě objeví jsou členové sboru Brittany (Heather Morris), Santana Lopez (Naya Rivera), Mike Chang (Harry Shum mladší) a Matt Rutherford (Dijon Talton), ředitel Figgins (Iqbal Theba), fotbalový trenér Ken Tanaka (Patrick Gallagher), místní moderátoři zpráv Rod Remington (Bill A. Jones) a Andrea Carmichael (Earlene Davis), hokejista Dave Karofsky (Max Adler) a fotbalista Azimio (James Earl). John Ross Bowie v epizodě hostuje jako školní fotograf Dennis a Chuck Spitler hraje jeho švagra, majitele obchodu s matracemi, Randyho Cusperberga.
V epizodě zazní coververze písní "Smile" od Lily Allenové, "Jump" od Van Halen, "Smile" od Charlieho Chaplina a "When You're Smiling" od Louise Armstronga. Studiové nahrávky všech písní, kromě "When You're Smiling" byly vydány jako singly, jsou dostupné ke stažení a také se objevily na albu Glee: The Music, Volume 2. Jenna Ushkowitz označila "Jump" jako jednu ze svých nejoblíbenějších písniček na albu, protože byla velká legrace vystupovat a zpívat na matracích stejně "Proud Mary" z epizody Na vozíku, kde používali vozíčky jako rekvizity.
Jessalyn Gilsig uvedla konfrontaci mezi Willem a Terri v této epizodě jako „zúčtování“. Vysvětlila, že jak bylo celkem smutné natáčet tuto scénu, tak do této scény ona i Morrison investovali mnoho pocitů. Gilsig poznamenala, že diváci přemýšleli, proč Willovi trvá tak dlouho zjistit, že Terri není doopravdy těhotná a řekla: „Myslím si, že si lidé říkali 'Jak pomalý je tenhle chlap?!'. Ale v této epizodě Will konečně zjistí, že je plně samostatný člověk a dá si dvě a dvě dohromady.“ Poznamenala, že i když si myslí, že Will a Emma „jsou spolu rozkošní“, takže stále doufá, že se Will a Terri dají ještě jako pár dohromady: „Myslím si, že ho opravdu miluje. Lidi dělají šílené věci kvůli šílené, šílené nejistotě. Zřejmě je trochu narušená, ale myslím si, že ho v hloubi srdce opravdu miluje. Protože její postava u fanoušků příliš ohlasu neměla, doufá, že tato epizoda bude tou, v které „Terriini anti-fanoušci se přidají do Terriina týmu“.

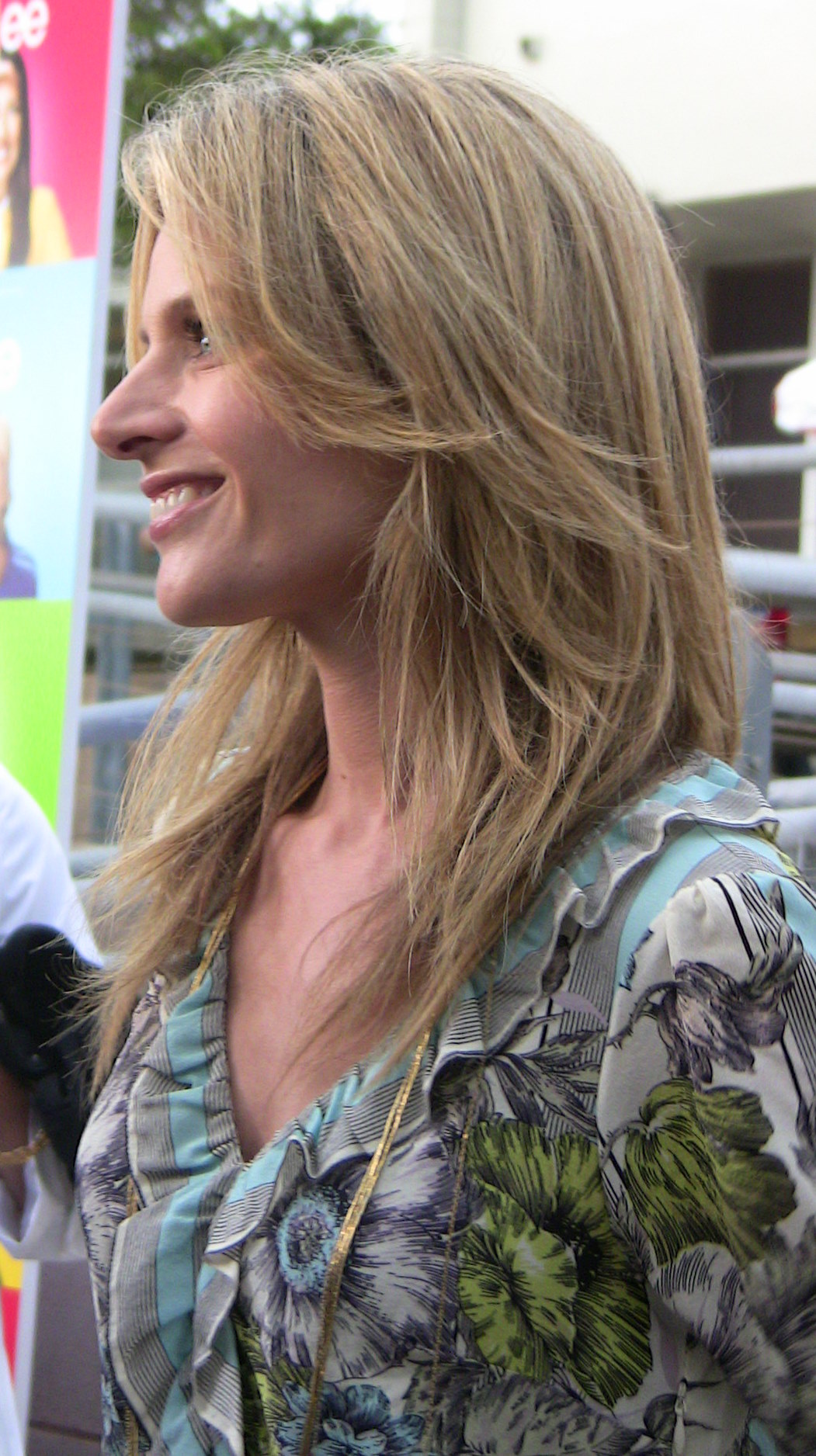
Kritici byli potěšeni, že zápletka s Gilsiginým falešným těhotenstvím skončila

## Ohlasy
Epizodu sledovalo v den vysílání 8,17 milionů amerických diváků, čímž se tato epizoda v ten moment stala zatím nejsledovanější epizodou Glee v televizní sezóně 2009-10 v původním vysílání. V Kanadě se epizoda stala devátou nejsledovanějším pořadem vysílání týdne, když se na ní dívalo 1,8 milionů diváků. Epizoda získala smíšené ohlasy u kritiků. Dan Snierson, redaktor z Entertainment Weekly napsal, že epizoda byla krokem dopředu po minulé epizodě, kde se „pořád jen házelo vlasy“ a nazval konec epizody „dojemným“ a jako jeden z nejlepších zatím v tomto seriálu. V kontrastu s tím napsal Mike Hale z New York Times, že v této epizodě to vypadalo, jako by si seriál dělal pauzu ještě před předělovou epizodou série Okresní kolo. Liz Pardue ze Zap2it byla potěšena, že zápletka s těhotenstvím v seriálu konečně skončila. Ovšem poznamenala, že s epizodou nebyla moc spokojená kvůli přetahovanému závěru, který měl přijít dřív a že se v epizodě objevilo příliš málo písní.
Bobby Hankinson z Houston Chronicle nazval epizodu jako „celkem dobrou“ a dodal, že „do žádné z písniček nebyl blázen“, ale užil si vývoj děje v této epizodě, zvláště konfrontaci mezi Terri a Willem. Raymund Flandez z Wall Street Journal byl šťastný, že je „spletitá“ zápletka s těhotenstvím u konce a nazval výkon herců v "Jump" „velice živým a temperamentním" a kaskadérské kousky jako „neuvěřitelné“, přesto, že to byla „jediná pamatovatelná píseň z epizody“. Aly Semigran z MTV chválila oba herce, zvláště „zpustošeného Matthewa Morrisona“ za to, jaký „strašidelný, smutný a život-měnící moment to byl“. Označila „Jump" jako „nádherné“ a "nejzávratnější hudební číslo v tomto seriálu dosud“.